# 滨江站 (哈尔滨)
滨江站位于中国黑龙江省哈尔滨市道外区，为滨江三线的尽端式货运车站；车站另有哈佳正线、哈牡正线经过，在车站车场不设通路。车站现隶属于中国铁路哈尔滨局集团哈尔滨车务段，为一等站。

## 概要
1930年代，满铁系的三棵树站及准轨滨北铁路、拉滨铁路建成后，和苏俄控制的宽轨中东铁路系统分庭抗礼。而后满洲国政府取得中东铁路权益，修建了三棵树至哈尔滨站的联络线，本站为其中车站，建于1934年，为铁水联运换货站，建站初期到、发、编都在同一场地编解作业。1955年车站开办集装箱业务；
1983年，铁道部投资改八区货场为集装箱专用货场，货场总面积26524平方米。1988年，改八区货场更名为滨江西站，仍属滨江站管辖。至1990年，车站已有站线22条，专用线49条，特用线6条；车站货场面积15.66万平方米，设有货物仓库5座，货物站台2座，装卸线4条；车站设有面积730平方米的站房一座，其中售票厅面积259.57平方米，行包房面积514平方米；旅客站台2座13160平方米，风雨棚185延长米，旅客天桥48延长米。
2006年，滨江站建制和香坊站一起合并至哈尔滨车务段。
2014年车站开始改造工程，2015年11月建成新货场，设有面积3万平方米的快线区和6万平方米的货线区。
2016年10月30日，本站停止办理客运业务以方便哈牡客运专线、哈佳铁路接入哈尔滨樞紐施工，于2018年5月完成。
改建后本站至哈尔滨站区间为四线铁路，分别为哈佳铁路左右线与哈牡客专左右线；本站东侧至太平桥站区间为5线铁路，自北向南分别为分别滨江三线、哈佳铁路左、右线与哈牡客专左、右线。站场设有通往哈尔滨市华能集中供热有限公司、哈建筑材料供钢公司（专十五外）、哈昆仑实业总公司（专十五）、黑龙江省烟草公司哈尔滨市公司和中石油东北销售哈尔滨分公司的专用线。